# 卓柏卡布拉
卓柏卡布拉（西班牙語：Chupacabra，或；西班牙語發音：[tʃupaˈkaβɾas]）是美洲部分地區民間傳說中的生物，原文名源自西班牙語，字面意為「吸羊者」，吮吸（chupa）與山羊（cabra）的結合。其名字來自報導中這種動物的吸血行為，據說卓柏卡布拉會攻擊並吸食包括山羊在內的牲畜血。
該生物的物理描述各不相同。在波多黎各和拉丁美洲，通常被描述為重型爬行動物及外星人，體形接近小熊，背上有一排刺從脖子延伸到尾巴根部，而在美國西南部則被描述得更像狗。1995年在波多黎各出現首次目擊及相關描述。據報導，這種生物的出沒北至緬因州，南至智利，甚至美洲以外的俄羅斯和菲律賓等國家。所有的報告都僅是軼事，被視為未經證實或缺乏證據而多被忽視。墨西哥北部和美國南部的目擊事件已被證實是感染獸疥癬的犬科動物。

## 名稱
卓柏卡布拉的原文為西班牙語，可以直譯為「吸羊者」，源自（吮吸）與（山羊）的結合。在全美洲，牠被稱為或，前者是原名，後者是正規化名稱。該名字源自波多黎各喜劇演員西爾維里奧·佩雷斯，他在首次襲擊新聞報導後不久創造了「卓柏卡布拉」一名。

## 歷史
卓柏卡布拉的傳說始於1987年左右，當時波多黎各報紙《發言人》（El Vocero）和《新的一天》（El Nuevo Dia）報導了發生許多不同物種的動物的死亡，例如鳥類、馬和山羊。該雜誌將罪魁禍首確定為（莫卡吸血鬼），後者傳聞對20世紀70年代的莫卡（Moca）小鎮引發類似的事件。起初這些動物似乎出自某撒旦邪教成員之手，但後來類似的情況開始在全島再次發生。所有案例都有一個共同點：每隻被殺死的動物都透過身上的一連串圓形切口流乾了血。

### 1990年代

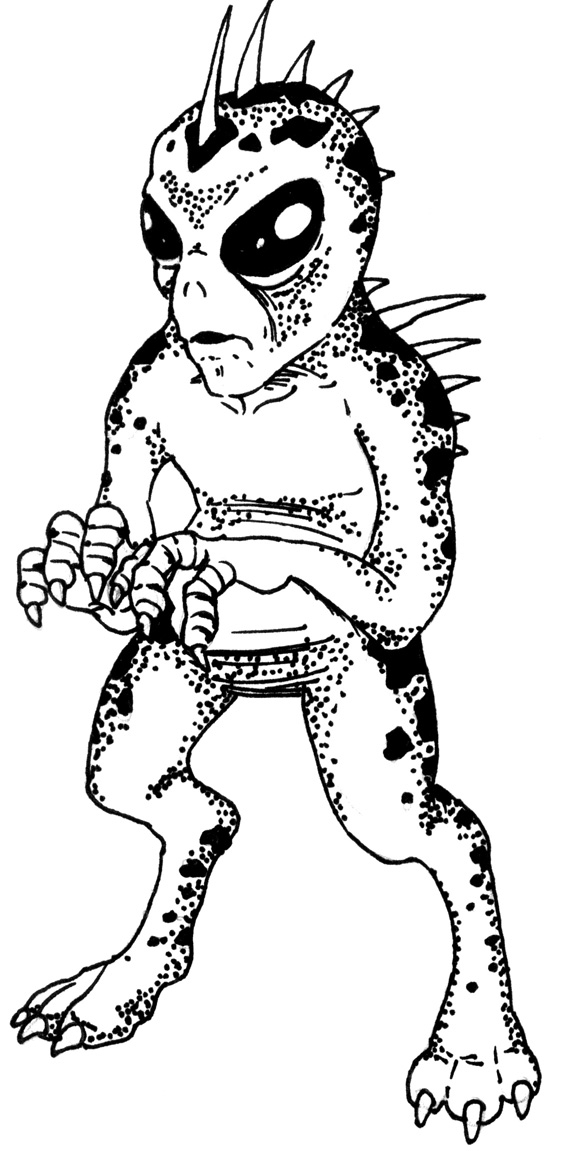
1995年波多黎各目擊者描述的卓柏卡布拉的圖形描繪

真正歸因於卓柏卡布拉的首次襲擊報導發生在1995年3月。在波多黎各發現了八隻羊的屍體，每隻羊的胸部都有三處刺傷，血已完全流乾。8月，目擊者瑪德琳·托倫蒂諾（Madelyne Tolentino）呈報在波多黎各卡諾瓦諾斯鎮看到了這種生物；她將其描述為一種類似袋鼠的動物，也含有傳統的外星人形象。據說這種生物還用強壯的後腿行走，散發出強烈的硫磺氣味。據報導該鎮有多達150隻農場動物和寵物被殺死。波多黎各首次目擊事件後不久，其他國家也報告了其他類似的動物死亡事件，如阿根廷、玻利維亞、巴西、智利、哥倫比亞、多米尼加共和國、薩爾瓦多、洪都拉斯、墨西哥、尼加拉瓜、巴拿馬、秘魯和美國。
1995年9月，同在卡諾瓦諾斯，25歲大學生米薩爾·內格倫（Misael Negron）據稱看到窗外有一隻敏捷、用兩條腿直立並跳躍的生物，據他描述：「該生物有三或四英尺高（約0.9至1.2米），還有恐龍皮膚……眼睛有雞蛋那麼大，有長長的獠牙，頭部和背部有彩色的刺。」第二天，他的兄弟安吉爾（Angel）也見到了殺死家中山羊的該生物，並設法將對方嚇跑、逃進了叢林。遭襲擊的山羊脖子上的血液被吸乾，內臟也被剖開。1995年11月6日同地，路易斯·安傑爾·瓜達盧佩（Luis Angel Guadalupe）和卡洛斯·卡里略（Carlos Carrillo）在傍晚時分釣魚，據他們的說法，突然發現身後有奇怪的聲音。當他們轉身時，看到了宛如魔鬼本尊一樣的可怕動物：有大耳朵，從橙色變為的紅色發光橢圓眼睛，還有爪子和翅膀，大約1.2至1.5米高。兩人驚恐地逃跑，該生物在空中飛行並追著他們。瓜達盧佩試圖用大砍刀抵抗卓柏卡布拉，但對方躲入了叢林中。瓜達盧佩後來回憶道：「我親眼看到了一隻巨大的翼獸，絕對不是狗或猴子。牠著我和我表弟跑了一會兒，我們設法逃回家。」
1995年11月9日，在波多黎各卡瓜斯的錫安山醫院（Mount Sion Hospital），員工艾達·阿羅約（Ada Arroyo）據稱在晚上7點左右看到了一隻卓柏卡布拉，「我聽到類似於羔羊被宰殺時發出的聲音。我走到露台上，看到一個奇怪的毛茸茸的人影，顏色呈灰色，身體上覆蓋著一對翅膀，還有著一張扁平、像狐狸一樣的臉以及一雙紅色的大眼睛。」阿羅約還補充，生物還能對自己施展催眠；生物升到空中後從她的視線中消失。
根據1995年11月15日的目擊，卓柏卡布拉臨走前留下了一種難聞的奇怪黏液。而1995年11月16日的目擊中，目擊者描述該生物呈灰棕色，有杏仁狀的大眼睛、橢圓形的鼻子和相對較小的爪子。卡諾瓦納斯市長何塞·R·索托（Jose R. Soto）感到擔憂，稱今天「牠攻擊動物，但明天可能會攻擊人。」1995年11月，身為運動員和槍枝收藏家的索托組織了一次狩獵活動，大約200名城鎮居民、民防工作人員、攜帶槍支的警察和獄警組成了搜查隊，使用籠中的山羊作為誘餌。雖然眾人並未發現該生物，但索托表示：「如果你看看最近發生的攻擊模式，你會發現牠並沒有回到這裡。」1995年12月23日發生人類遭襲擊而受傷的事件；來自瓜尼卡的奧斯瓦爾多·羅薩多（Osvaldo Rosado）據稱遭到一種奇怪的大猩猩狀不明動物從後面抓住，導致他的軀幹受傷。
1996年1月2日，托倫蒂諾再次目擊了這種奇怪的生物。據稱，當她開車時聞到了硫磺的味道，並看到該生物在空中盤旋。名為何塞·費博（José Febo）的男子在發現一些羊被殺死後，打算去卡諾瓦納斯看卓柏卡布拉。1月8日，費博目睹一隻生物從羅望子樹上跳下來並逃跑，其移動方式類似於瞪羚。3月9日，阿瓜斯布埃納斯的奧維迪奧·門德斯（Ovidio Méndez）則稱看到的卓柏卡布拉有長長的獠牙以及尖耳朵。
從1996年3月到5月，許多據稱遭遇卓柏卡布拉的報導都來自墨西哥。4月15日，胡安娜·蒂佐克（Juana Tizoc）在墨西哥錫那羅亞州的阿方索卡爾德龍（Alfonso Calderon）鎮遭到從天而降的卓柏卡布拉襲擊，造成她身體多處被咬傷。據稱，此過程中對方用上了「網狀」翅膀。5月9日，在薩波塔爾（Zapotal）附近地區被發現九隻死羊，所有屍體都被抽乾了血。截至5月底，共發生46起襲擊事件，涉及三百多隻寵物和四名人類。出現在墨西哥的卓柏卡布拉就像一種高約1米的大型囓齒動物。
卓柏卡布拉也出現在美國。如1996年3月，疑似卓柏卡布拉在美國佛罗里达州迈阿密-戴德县斯威特沃特造成69隻家畜（山羊和雞）死亡；目擊者泰德·卡巴洛（Teide Carballo）稱該生物是用兩條腿行走的深棕色猿類生物。但邁阿密-戴德縣當局稱襲擊的兇手為野狗。。5月9日，亚利桑那州圖森的喬·埃斯皮諾薩（Joe Espinoza）稱闖入家中的卓柏卡布拉散發著難聞的味道，「就像一隻濕漉漉的狗」。
1997年起，巴西報紙上開始大量出現有關卓柏卡布拉遭遇的報導。一名警察聲稱，在看到樹上棲息著一種奇怪、像狗一樣的生物後，自己感到嚴重噁心。與此同時，波多黎各的目擊仍未停止；例如11月20日，在烏圖阿多附近的一座農場發現了五十隻沒有血的動物屍體，牠們的腹部發現了雙三角形的洞。

### 2000年代
2000年5月3日，住在智利康塞普西翁的莉莉安娜·羅梅羅·卡斯蒂略（Liliana Romero Castillo）被一隻狂吠的狗吵醒後，目擊到窗外有一隻大約兩米高、帶翅膀的人形生物站在她的花園裡。第二天下午6點，她的孩子們發現了一隻死去、沒有血跡的狗，喉嚨上有兩個圓形傷口。約2000年5月的前三週，在智利卡拉馬附近發生了大約兩百隻羊死亡，此地被人多次目擊到一種同時具備人類和動物特徵的奇怪生物。2001年8月28日，從教堂回來後的一對夫婦據稱，注意到了一種灰白色、毛茸茸的小生物，從路邊生長的灌木叢中冒出、穿越道路，並以奇怪的方式躲進另一邊的草叢。2002年1月12日，同在卡拉馬，兩名青少年稱目擊到一種像狗一樣的頭、三趾爪子、一條尾巴並以跳躍來移動的生物。
2000年8月28日，尼加拉瓜聖洛倫索的豪爾赫·路易斯·塔拉維拉（Jorge Luis Talavera）射殺了一隻疑似吸食羊血的奇怪生物，「我們不得不殺死牠，牠在15天內吸走了25隻羊的血，而我的鄰居在十天內失去了35隻羊。平均每晚有五隻羊遇害。」三天後，屍體很快就被禿鷲吃掉，只留下骸骨，上面殘留著淡黃色的皮毛和光滑的皮膚，還可以看到巨大的爪子和牙齒，以及醒目的椎骨上的巨大骨嵴。這種動物長著大眼睛，可能沒有耳朵。骨骸在萊昂的一家醫院接受了檢查，此處的獸醫和生物學家未能識別出這種動物的身份。隨後，遺骸被運至UNAN-萊昂大學醫學院。檢查後的專家得出結論，該動物屬於犬科動物，那很可能是一隻普通的狗。尚未發現該生物能夠透過吸食其他動物的血液來進食。塔拉維拉對這樣的研究結果感到驚訝，宣稱科學家檢查的骨骼已被替換，與他發現的骨骼有很大不同。

## 外部連結
- Alleged chupacabra likely a "Xolo dog"; story a hoax
- Lundborg, Pam. . Syracuse.com. 2009-09-25  [2016-01-20]. （原始内容存档于2017-06-29）.
- Chupacabra mystery solved from Seeker.com （页面存档备份，存于）
- Ooty: Kangaroo cousin lived in western ghats? （页面存档备份，存于）
- Dunning, Brian. . Skeptoid. 2022-01-22  [2022-05-14].

Template:Navbox with collapsible groups